# 3961 Arthurcox
3961 Arthurcox је астероид главног астероидног појаса са пречником од приближно 10,28 .
Афел астероида је на удаљености од 3,027 астрономских јединица (АЈ) од Сунца, а перихел на 2,214 АЈ.
Ексцентрицитет орбите износи 0,155, инклинација (нагиб) орбите у односу на раван еклиптике 12,668 степени, а орбитални период износи 1549,923 дана (4,243 године).
Апсолутна магнитуда астероида је 12,30 а геометријски албедо 0,201.
Астероид је откривен 31. јула 1962. године.